# Carantec
Carantec é uma comuna francesa na região administrativa da Bretanha, no departamento Finisterra. Estende-se por uma área de 9,03 km². Em 2010 a comuna tinha 3 276 habitantes (densidade: 362,8 hab./km²).